# Zeynifelek Hanımefendi
Zeynifelek Hanımefendi (osmanská turečtina: زین فلك خانم; význam v perštině: „ozdoba z nebe“; 1824, Předkavkazsko – 1842, Konstantinopol) byla pátá manželka sultána Abdülmecida I.

## Život
Narodila se roku 1824 v Předkavkazsku jako členka abchazské knížecí rodiny Klıç. Její otec byl kníže Aslan Bey Klıç a její matka kněžna Şaşa Hanım Loo. Měla starší sestru princeznu Ihvan Hanım (1821–1907) a prince Osmana Beye (úmrtí 1890).
Do Konstantinopole byla přivedena jako velmi mladá, a to kdy byla otcem svěřena do harému spolu se sestrou a jejími sestřenicemi Esmahan Iclal Loo (1823–1898) a Arfou Geryalfer Klıç (1826–1881). Podle zvyků osmanského dvora jí bylo změněno jméno na Zeynifelek.
Roku 1839 se vdala za sultána Abdülmecid. Dne 22. února 1841 porodila ve Starém paláci Beşiktaş své jediné dítě dceru Behiyi Sultan. Princezna zemřela roku 1847, když jí bylo 6 let.
Zeynifelek zemřela roku 1842 na tuberkulózu. Byla pohřbena v mauzoleu Nakşidil Sultan mešity Fatih v Konstantinopoli.